# Centre of Excellence for Operations in Confined and Shallow Waters
Het Centre of Excellence for Operations in Confined and Shallow waters (COE CSW) is een internationale militaire organisatie, gesticht om NATO’s transformatieprogramma te ondersteunen. Het CEO CSW werd, als onderdeel van het ”NATO Centres of Excellence program”, in april 2007 opgericht en officieel geaccrediteerd door NATO op 26 mei 2009. Het is samen met de staf van het Duitse Flottielje 1 gevestigd in Kiel. De Commandant van het Flottielje 1 is tevens Directeur van het COE CSW.

## Confined and Shallow Waters (CSW)[2]
CSW is een afgebakend, druk, en omstreden gebied dat vooral gekarakteriseerd wordt door een buitengewone complexiteit die vele uitdagingen met zich meebrengt. Parameters die invloed hebben op operaties in het gebied zijn o.a. snelheid van de operatie, het verrassingseffect, de ondoorzichtigheid en het grote aantal actoren dat betrokken is. Typerend zijn de snel wisselende, onvoorspelbare condities en omstandigheden die het tactisch voordeel snel kunnen laten keren en vanwege de onvoorspelbaarheid operaties bemoeilijken. Deze eigenschappen kenmerken CSW als een extreem uitdagend militair operatiegebied waarbij een combinatie van geografische en geofysische factoren en een veelvoud van risico’s en dreigingen de bewegingsvrijheid alsook de operationele mogelijkheden beperken. Aan de andere kant biedt het CSW ook een brede waaier van mogelijkheden en kansen voor militaire operaties en alhoewel CSW primair een maritiem operatiegebied is, is het nauw verbonden met de andere militaire domeinen (lucht, land, ruimte en cyber). CSW is het operatiegebied waar de grootste interactie tussen militaire diensten en onderdelen plaatsvindt.

## Missie en taak
Als een centrum van kennis draagt het COE CSW bij aan doctrines, concepten en procedures. Onderdeel van het werk is het uitvoeren van experimenten en maken van analyses en kennis inbrengen bij NATO-initiatieven, projecten, oefeningen en operaties. Hiernaast werkt het COE CSW aan een reeks van projecten gerelateerd aan operaties in het CSW die geïnitieerd worden door specifieke verzoeken voor ondersteuning.

## Werkomgeving
Aangezien de NATO COE’s opgezet zijn als een denktank, richten zij zich niet alleen op de militaire behoefte, maar werken zij ook nauw samen met andere overheid of niet-overheid organisaties, maritieme georiënteerde instituten en andere actoren in het gebied van wetenschap en economie. Partners van het COE CSW zijn o.a.
- Het "Allied Maritime Command" (MARCOM) in Northwood, UK
- Het "Combined Joint Operations from The Sea Center of Excellence" in Norfolk, USA
- Het "Naval Mine Warfare COE" in Ostend, Belgium
- Het "Maritime Security COE" in Aksaz, Turkey
- Het "Centre for Maritime Research and Experimentation" (CMRE) in La Spezia, Italy
- Het "Bundeswehr Technical Centre for Ships and Naval Weapons" (WTD 71) in Eckernförde, Germany
- De "Sea Surveillance Cooperation Baltic Sea" (SUCBAS)
- Het "Institute for Security Policy Kiel" (ISPK) in Kiel, Germany
- Defensie industrie en actoren betrokken bij maritieme handel

## Deelnemende landen
Duitsland fungeert als 'Framework Nation' voor het COE CSW en voorziet in de infrastructuur, standaard administratieve ondersteuning, financiële ondersteuning en stafpersoneel net als een aantal "Subject Matter Experts". Gedurende het oprichten van het COE CSW hebben Griekenland, Nederland, en Turkije zich gemeld als “sponsoring nations” (sponsorlanden) en leveren naast "Subject Matter Experts" ook een financiële bijdrage. In 2009 trad Polen toe tot het COE CSW en in 2014 volgde Italië als “Sponsoring Nation”. NATO COE’s zijn open for NATO-partners voor het leveren van Subject Matter Expertise en financiële bijdragen. In 2011 werd Finland, als eerste "Contributing Nation" van een NATO COE, welkom geheten. De Verenigde Staten van Amerika nemen deel in het COE CSW door middel van een "Personnel Exchange Program" (personeelsuitwisselingsprogramma) met de Duitse marine.

## Structuur
Het orgaan dat toezicht houdt op het COE CSW is het “Steering Group” samengesteld uit een voorzitter (geleverd door de “Framework Nation”, maar zonder stemrecht) en een vertegenwoordiger van elk deelnemend land (elk land heeft 1 stem). Het “Steering Group” bewaakt de voortgang en keurt het jaarrapport en budget goed. Het COE CSW wordt geleid door een Directeur met de rang van Commandeur (1 ster) die tevens de Commandant is van het Duitse Flottielje 1. De dagelijkse leiding ligt bij de “Executive Director” met de rang van kapitein ter Zee. Volgens het “Memorandum of Understanding” tussen NATO en de deelnemende landen in het COE CSW was het COE CSW initieel georganiseerd in de volgende 3 afdelingen:
- Development and External Relations (DER) (ontwikkeling en externe relaties)
- Subject Matter Experts (SME) (specialisten)
- Analysis and Implementation (AI) (analyse en uitvoering)

Met 3 ondersteunende secties:
- Financial Control (FC) (financieel control)
- Information Technology (IT) (informatieve technologie)
- Administrative Support (AS) (administratieve ondersteuning)

Verder ondersteunt de staf van Flottielje 1 bij administratieve zaken zoals veiligheid en logistiek.
In 2011 ging het COE CSW over naar een matrix structuur met als doel de capaciteit van het “programme of work” uit te breiden. Hiertoe werden de bestaande afdelingen in een project gerichte opzet geplaatst om bestaande expertise optimaal te benutten.
Gebaseerd op de ervaringen van de eerdere jaren en erop gericht om de NATO Transformatie optimaal te ondersteunen werd een nieuwe structuur geïmplementeerd in januari 2015. Opnieuw heeft het COE CSW 3 afdelingen, maar er is nu een duidelijke scheiding tussen productie en management gerelateerde zaken.
- Concept and Doctrine Development (CD) – productie (concept en doctrine ontwikkeling)
- Training and Analysis (TA) – productie (training en analyse)
- Staff Operations and External Relations (SE) – management (stafoperaties en externe relaties)

De secties IT en AS zijn toegevoegd aan de “Staff Operations and External Relations” afdeling en de FC-sectie valt direct onder de "Executive Director".

## Werk
Het werk van het COE CSW wordt normaliter geïnitieerd door een “Request for Support” (verzoek tot ondersteuning) door een NATO orgaan of een deelnemend. Het jaarlijkse “Program of Work” (werkpakket) bevat verscheidene projecten met een klant, een productbeschrijving en een aanvang en einddatum. Hiernaast zijn er een aantal activiteiten die de ondersteuning aan de NATO Transformatie regelen. Tot slot plant en organiseert het COE CSW werk gerelateerde activiteiten, zoals conferenties en workshops.

## Voetnoten
1. ↑  (de) Faermann, Matthias, Deutsche Marine - Pressemeldung (Fachartikel): Neues Nato-Expertenzentrum an der Kieler Förde nimmt Fahrt auf. Presse- und Informationszentrum Marine (25 mei 2009). Gearchiveerd op 19 december 2014. Geraadpleegd op 10 februari 2015.
2. ↑  COE CSW, Prospective Operations in Confined and Shallow Waters. COE CSW (2015). Geraadpleegd op 30 juli 2015.
3. ↑  Eloot, Katrien; Vantorre, Marc, Ship Behaviour in Shallow and Confined Water: an Overview of Hydrodynamic Effects through EFD (PDF; 7,9 MB) (13 oktober 2011). Geraadpleegd op 10 februari 2015.
4. ↑  (de) Franken, Alexander, Die NATO an der Kieler Förde (pdf). Hardthöhenkurier 2/2012 50–53. Gearchiveerd op 19 december 2014. Geraadpleegd op 10 februari 2015.
5. ↑  NATO Military Committee memorandum 236-03 "MC Concept for COEs" 4 December 2003
6. ↑  COE CSW - Our Partners. Geraadpleegd op 10 februari 2015. [dode link]
7. ↑  COE CSW - Structure. Geraadpleegd op 18 maart 2015.
8. ↑  Schievelkamp, Ronny, Master Thesis: Germany and NATO Centres of Excellence (pdf). Norwegian Defence University College. Gearchiveerd op 13 februari 2015. Geraadpleegd op 10 februari 2015.